# Benevento Calcio
Benevento Calcio – włoski klub piłkarski mający swoją siedzibę w Benewencie w Kampanii. Klub został założony w roku 1929, pod nazwą Sporting Benevento. Reaktywacja klubu miała miejsce w roku 2005. Kolory drużyny to żółty i czerwony. W 2017 roku klub zadebiutował w Serie A i spadł z niej po jednym sezonie. W 2020 roku Benevento wywalczyło ponownie awans do Serie A, w 2021 znów spadło szczebel niżej. Po sezonie 2022/23 Benevento spadło do Serie C.

## Sukcesy
- Mistrzostwo Serie B: 2019/20[2]
- Mistrzostwo Serie C1: 2015/16
- Mistrzostwo Serie C2: 2007/08 (gr. C)

## Obecny skład
Stan na 30 października 2023
| Nr | Poz. | Piłkarz              |
| -- | ---- | -------------------- |
| 1  | BR   | Alessandro Nunziante |
| 2  | OB   | Hamza El Kaouakibi   |
| 3  | OB   | Amedeo Benedetti     |
| 4  | PO   | Vincenzo Alfieri     |
| 5  | OB   | Edoardo Masciangelo  |
| 6  | OB   | Biagio Meccariello   |
| 7  | PO   | Nermin Karić         |
| 8  | PO   | Krzysztof Kubica     |
| 9  | NA   | Alessandro Marotta   |
| 10 | NA   | Camillo Ciano        |
| 11 | NA   | Alexis Ferrante      |
| 12 | BR   | Nicolò Manfredini    |
| 14 | PO   | Marco Pinato         |
| 16 | PO   | Riccardo Improta     |
| 17 | PO   | Emanuele Agnello     |
| 18 | PO   | Pier Luigi Simonetti |

| Nr | Poz. | Piłkarz               |
| -- | ---- | --------------------- |
| 20 | OB   | Filippo Berra         |
| 21 | PO   | Davide Agazzi         |
| 23 | OB   | Francesco Rillo       |
| 24 | BR   | Alberto Paleari       |
| 25 | OB   | Angelo Viscardi       |
| 26 | NA   | Samuele Sorrentino    |
| 28 | OB   | Emanuele Terranova    |
| 30 | NA   | Lorenzo Carfora       |
| 36 | OB   | Francesco Perlingieri |
| 38 | PO   | Angelo Talia          |
| 58 | OB   | Christian Pastina     |
| 71 | PO   | Andrés Tello          |
| 77 | PO   | Riccardo Rossi        |
| 78 | PO   | Davide Masella        |
| 96 | OB   | Riccardo Capellini    |
| 98 | NA   | Don Bolsius           |
| 99 | NA   | Amato Ciciretti       |